# Província Lliure de Guayaquil
La Província Lliure de Guayaquil fou un estat sud-americà sobirà i independent que existí entre els anys 1820 i 1822 i creat amb la independència de la governació de Guayaquil de la corona espanyola. La província va tenir un govern i constitució provisional fins a la seva incorporació a la Gran Colòmbia, que tot seguit va estendre la independència a la Presidència de Quito. La seva successora va ser el Departament de Guayaquil dins de la Gran Colòmbia. El 1830, una dècada més tard, les províncies grancolombianes de Guayaquil, Cuenca i Quito se separen de la república de Colòmbia per tal de formar l'actual República de l'Equador.
La Província Lliure de Guayaquil comprenia els mateixos territoris que la Governació de Guayaquil de l'administració colonial espanyola, amb una jurisdicció que anava des d'Esmeraldas al nord fins a Tumbes al sud, i de l'oceà Pacífic per l'oest fins als contraforts de la serralada dels Andes per l'est, és a dir gran part del litoral equatorià. Aquests territoris corresponen aproximadament a les actuals províncies equatorianes de Guayas, Santa Elena, Manabí, la major part de les províncies de Los Ríos, El Oro, Cañar, part del sud d'Esmeraldas, i Tumbes a l'actual Perú.

## Història

### Constitució de l'Estat
Després de l'aixecament independentista de Guayaquil de dilluns 9 d'octubre de 1820, diversos ajuntaments es van unir immediatament a la causa emancipadora. Samborondón el dia 10, Daule l'11 i Naranjal el 15. Vint-i-tres dies després, dimecres 8 de novembre, convocats per l'ajuntament de Guayaquil, els 57 representants de tots els ajuntaments del nou Estat van constituir el Col·legi Electoral o Congrés de la Província Lliure de Guayaquil, organisme que va redactar la constitució de la província, anomenada Reglamento Provisorio de Gobierno, la primera constitució que regiria els destins jurídics d'aquest Estat, i va nomenar una junta de govern presidida per José Joaquín de Olmedo i amb Rafael Ximena com a encarregat d'assumptes militars, Francisco María Roca com a encarregat dels assumptes civils i Francisco Marcos com a secretari.

El primer, tercer i cinquè articles del Reglamento Provisorio, que va regir el territori entre la seva independència d'Espanya i la seva incorporació a la Gran Colòmbia, establien que:
| «                                              | (castellà) El Estado de Guayaquil es libre e independiente; su religión es católica; su Gobierno es electivo; y sus leyes las mismas que regían últimamente, en cuanto no se opongan a la nueva forma de gobierno establecida. | (català) L'Estat de Guayaquil és lliure i independent; la seva religió és la catòlica; el seu govern és electiu i les seves lleis les mateixes que regien últimament, sempre que no s'oposin a la nova forma de govern establerta. | » |
| — Article 1, Reglamento Provisorio de Gobierno | | |   |

| «                                              | (castellà) El comercio será libre, por mar y tierra, con todos los pueblos que no se opongan a la forma libre de nuestro gobierno. | (català) El comerç serà lliure, per mar i per terra, amb tots els pobles que no s'oposin a la forma lliure del nostre govern. | » |
| — Article 3, Reglamento Provisorio de Gobierno | | |   |

| «                                              | (castellà) [Entre las atribuciones de la Junta de Gobierno están] celebrar tratados de amistad y comercio […] y formar reglamentos para el comercio nacional y extranjero. | (català) [Entre les atribucions de la Junta de Govern estan] celebrar tractats d'amistat i comerç […] i formar reglaments per al comerç nacional i estranger. | » |
| — Article 5, Reglamento Provisorio de Gobierno | | |   |

Aquest text fou la primera constitució amb força de llei, i el seu congrés, la primera assemblea constituent realitzada en un territori independitzat de la Reial Audiència de Quito. S'hi constata la condició ambigua i provisional del nou Estat pel que fa al seu estatus jurídic. Els seus punts principals contenien elements propis del republicanisme, com ara la divisió de poders i la igualtat davant la llei, i del liberalisme, com el lliure comerç, el pacifisme manchesterià, el servei militar voluntari (excepte en cas de guerra) i el dret a decidir el futur estatus polític; l'establiment de la religió catòlica com a religió oficial és l'únic aspecte conservador que s'aprecia en la carta política.
El sufragi universal encara no estava establert, de manera que no existia representació democràtica per elecció general i el procés d'elecció i de decisió del congrés es duia a terme mitjançant el sistema d'una junta de govern autodesignada (vegeu «juntisme» i «oligarquia»). De manera similar al procés d'independència de les altres colònies americanes, les persones que van quedar a càrrec de les funcions públiques i del poder polític de l'Estat provisional, per mitjà del col·legi electoral, van ser homes pertanyents a les elits criolles, és a dir, alts funcionaris i personatges de l'alta societat local, reunits en la Junta de Govern.

### Aspectes geopolítics

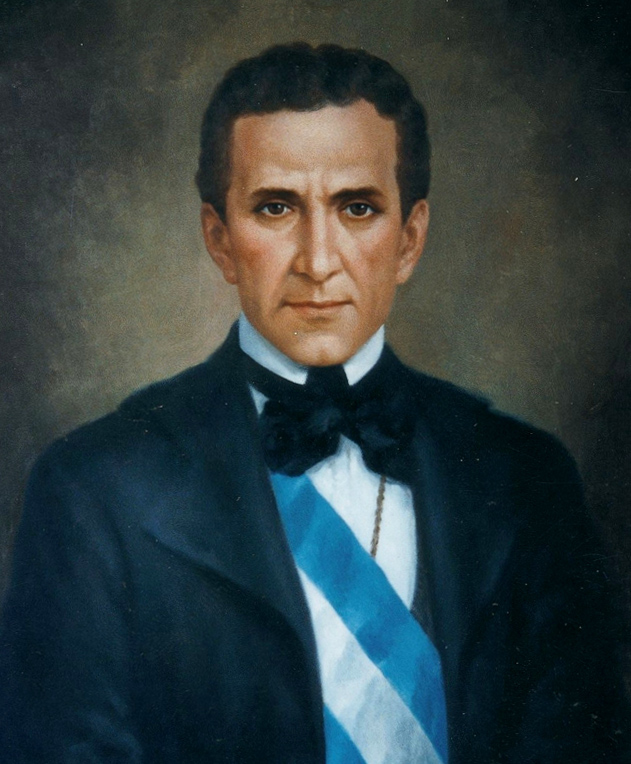
José Joaquín de Olmedo

Els revolucionaris guayaquilenys estaven convençuts que el seu primer objectiu havia de ser l'alliberament de la regió muntanyenca de la Reial Audiència. Segons alguns estudis històrics es pot deduir que probablement els governants de la ja sobirana Província de Guayaquil aspiraven a la creació d'una república independent en els territoris de la Reial Audiència de Quito, sota el nom de República de Quito i aspiraven a que la seva capital fos Guayaquil.
No obstant això, i tal com passa amb altres consideracions sobre la independència guayaquilenya, no hi ha una opinió unànime dels historiadors. Per als estadistes continentals i estrategs militars americans de l'època, l'Estat de Guayaquil no tenia cabuda en l'ordre polític posterior a les independències; i és probable que això també ho intuïssin els membres de la Junta, que havien manifestat tant a Simón Bolívar (llavors president de Colòmbia) com a José de San Martín (president «protector» de Perú) que la Província Lliure de Guayaquil s'integraria dins de qualssevol dels estats que havien d'organitzar-se un cop superat el caos de les campanyes d'independència.

De tota manera, sense la independència de tots territoris de la Reial Audiència, la independència del naixent estat guayaquileny no estava en absolut garantida. Així ho afirmava l'oficial veneçolà León de Febres Cordero (que va participar en la revolta del 9 d'octubre), citat per José de Villamil: 
| «                        | (castellà) De la revolución de esta importante provincia puede depender el éxito ambos generales [Bolívar i San Martín] en razón del efecto moral que produjera aunque no produjera nada más. El ejército de Chile conocerá que no viene a un país enemigo y que en caso de algún contraste tiene un puesto de sotavento que se puede convertir en un Gibraltar. El general Bolívar nos mandará soldados acostumbrados a vencer y desde aquí abriremos las puertas de Pasto que le serán muy difícil de abrir atacando por el norte. | (català) De la revolució d'aquesta important província pot dependre l'èxit dels dos generals [Bolívar i San Martín] a causa de l'efecte moral que produïria, fins i tot si no produís res més. L'exèrcit de Xile sabrà que no arriba a un país enemic i que, en cas d'algun problema, té un lloc a sotavent que es pot convertir en un Gibraltar. El general Bolívar ens enviarà soldats acostumats a vèncer i des d'aquí obrirem les portes de Pasto, que li resultarien molt difícils d'obrir si ataqués des del nord. | » |
| — León de Febres Cordero | | |   |

 Per aquestes raons, ja des del 9 d'octubre, es va decidir crear un exèrcit propi per protegir el nou estat i intentar alliberar la resta de territoris de la Reial Audiència, que va rebre el nom de Divisió Protectora de Quito.

### Campanyes militars i negociacions amb Perú i Colòmbia
El 3 de novembre de 1820, pocs dies abans de la constitució del Congrés de la nova república, Cuenca també va proclamar la independència i, tot i que no va voler comprometre's encara en una unió política amb Guayaquil, sí que s'adreçà al nou estat per buscar ajuda i, en una carta de les autoritats de Cuenca a les de Guayaquil, les primeres qualifiquen la nova república de «mare protectora i província confederada». El dia 11 es van produir moviments emancipadors del mateix caire a Machachi, Latacunga i Riobamba, el dia 12, a Ambato, i el 13, a Alausí. A Quito, seu de l'Audiència, no es va produir cap aixecament, però de manera més o menys dissimulada, el cabildo de la ciutat veia amb bons ulls el moviment guayaquileny.

#### Primer avanç sobre Quito i arribada de Sucre

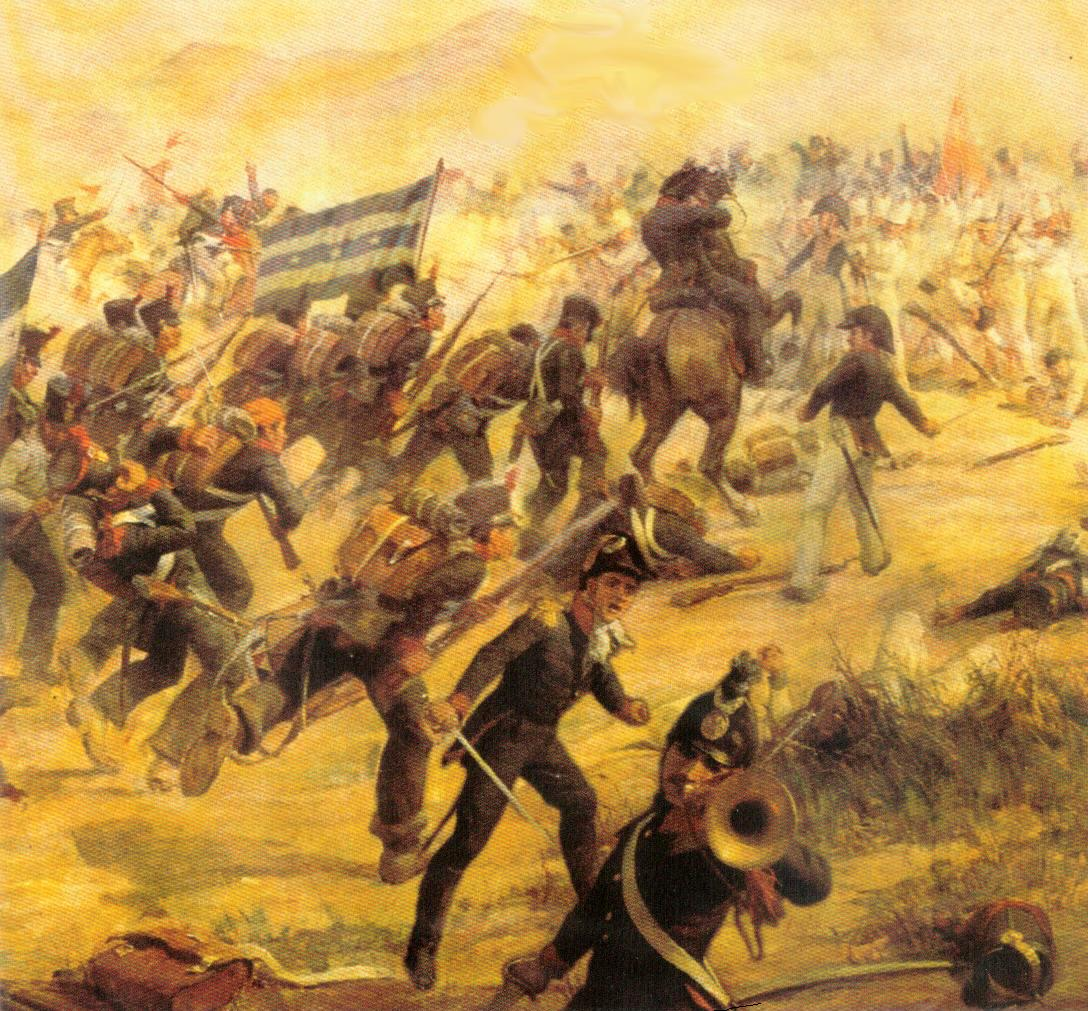
Batalla de Camino Real.

Mentrestant, la Divisió Protectora de Quito, sota el comandament de Luis Urdaneta, havia aconseguit un triomf clar sobre les tropes reialistes a la batalla de Camino Real i havia pogut pujar fins a la serra equatoriana, ocupant Ambato. Semblava que la campanya alliberadora seria ràpida, però des de Quito les autoritats reialistes van reaccionar amb força i derrotaren els independentistes a la primera batalla de Huachi; la Divisió Protectora va perdre gran part dels seus efectius i material i va haver de retirar-se cap a la costa. Els reialistes, abans d'intentar atacar Guayaquil directament, van decidir acabar amb la insurrecció a la zona sud de la serra i es dirigiren cap a Cuenca; el 20 de desembre van derrotar les escasses i mal preparades forces de Cuenca a la batalla de Verdeloma i van ocupar la ciutat. Les forces reialistes havien recuperat el control de tota la serra i es disposaven a baixar cap a la costa i aixafar el nou estat guayaquileny. Així, el general reialista Melchor Aymerich establí el seu quarter general a Riobamba i dividí les forces per baixar cap a la costa per dos fronts; el primer grup sortiria de Riobamba i avançaria per la ruta de Guaranda fins a Babahoyo, mentre que el segon grup, comandat pel coronel Francisco González, sortiria de Cuenca i per la ruta de Yaguachi arribaria a Babahoyo per unir-se al primer grup.
Mentrestant, a Guayaquil arribaren emissaris des del Protectorat del Perú, que en aquells moments dirigia San Martín, i des de Colòmbia, sota les ordres de Bolívar. En concret, els emissaris peruans foren els coronels Tomás Guido i Toribio de Luzuriaga, arribats el novembre de 1820, mentre que el febrer arribava des de Colòmbia el general José Mires i, després, al maig, el general Antonio José de Sucre. Això va fer reviure les velles tensions existents entre Perú i Colòmbia per la possessió de l'important port de Guayaquil i de la seva província. La Junta de Govern va decidir associar-se més estretament amb Colòmbia, tot i que no de forma definitiva. El fet que amb Sucre arribessin armes, municions i 700 soldats fou decisiu per inclinar la balança cap als interessos colombians. L'acord signat entre Sucre i la junta de la Província Lliure de Guayaquil establia que la província quedava «sota els auspicis i protecció de la República de Colòmbia», que se cedia a Bolívar «tot el poder […] perquè inclogui aquesta província en les negociacions de pau, aliança i comerç que celebri amb nacions amigues, enemigues i neutrals» i que el comandament de totes les tropes de la província quedava en mans de Sucre, que establí el seu quarter general a Samborondón i el gruix de les seves tropes a Babahoyo.

#### Segon avanç sobre Quito
Amb la direcció de Sucre i els reforços colombians, els guayaquilenys van poder refusar l'atac reialista amb la important victòria de la batalla de Yaguachi (19 d'agost de 1821). Tot i així, en intentar accedir novament cap a les altures andines, foren derrotats a Huachi el 12 de setembre. Per trencar aquest punt mort, Sucre va renunciar a avançar directament sobre Quito; semblava clar que un assalt directe cap a la ciutat era massa difícil i costós, de manera que es va decidir adoptar una estratègia més conservadora i, pujar a la serra començant des del sud, mirant de capturar Cuenca i, després, anar cap al nord alliberant les ciutats principals del carreró interandí fins a arribar a Quito. Sucre rep els reforços del batalló Payá, que arriba a Guayaquil el 6 de novembre de 1821 amb uns 450 homes; també arriba al port l'almirall Thomas Cochrane amb armes i municions. A més, Sucre demana reforços a José de San Martin, llavors protector del Perú; una decisió problemàtica perquè la presència de forces peruanes podia animar els partidaris d'incorporar la Província Lliure de Guayaquil a Perú, en lloc de Colòmbia, tal com ja s'havia acordat. En qualsevol cas, San Martín decideix enviar una divisió sota el comandament del coronel Andrés de Santa Cruz (que anys després seria president de Perú) i que arribaria pel sud a començament de l'any següent.
A les acaballes de 1821, Sucre té la garantia que Andrés de Santa Cruz es dirigeix cap al nord amb la divisió promesa per San Martín i decideix començar l'avenç cap a Cuenca, per reunir-se amb els reforços de Santa Cruz i alliberar tota la zona del sud, cosa que afavoriria la possible arribada de més tropes des de Perú. El 22 de gener de 1822 les tropes, estacionades a Babahoyo, es posen en marxa, el 23 passen per Guayaquil i el 9 de febrer de 1822 arriben a Saraguro, on s'uneixen amb les forces de Santa Cruz (havien sortit de Piura el 15 de gener). L'exèrcit complet entra a Cuenca sense oposició el 21 de febrer i Sucre aconsegueix també que Cuenca i el seu territori acordin incorporar-se a la República de Colòmbia. A partir de Cuenca, Sucre es dirigeix cap al nord seguint el pla inicial d'anar alliberant ciutats del carreró interandí fins caure sobre Quito. A final de mes s'hi afegeix el batalló Alto Magdalena, que havia sortit de Cartagena d'Índies el 16 de gener. Els reialistes plantegen una defensa a Riobamba, però són derrotats el 21 d'abril i Sucre té, doncs, camí lliure per arribar a Quito.
Sucre aconseguí arribar a la vall dels Chillos, a pocs quilòmetres de la capital i ocupar el poble de Sangolquí. El 22 de maig ocupà Chillogallo, al sud de Quito, i davant les fortes defenses de la capital, amb les fortificacions d'El Panecillo encarades al sud, planeja voltar-la de nit a través de les faldes del volcà Pichincha i intentar atacar per la més accessible banda nord, a la plana d'Iñaquito. A l'alba del dia 24 de maig, mentre efectuaven aquesta maniobra, s'inicia el combat amb les forces reialistes. La batalla del Pichincha fou un triomf clar de les forces de Sucre, que aconsegueix alliberar Quito. Sucre rep la rendició d'Aymerich el dia següent.

### Incorporació a la República de Colòmbia

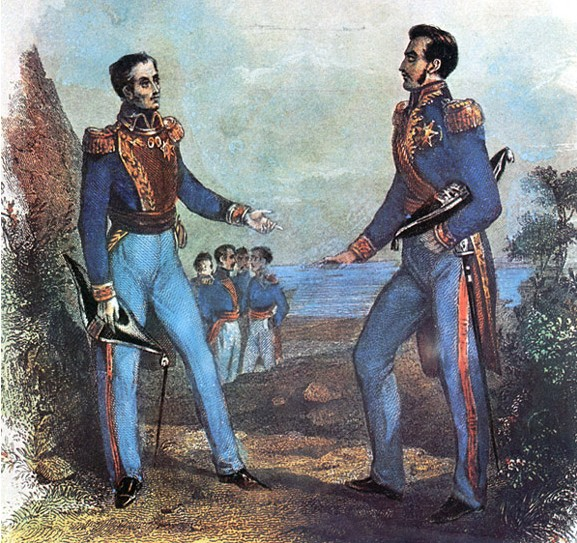
Simón Bolívar i José de San Martín en la trobada que després es conegué com Entrevista de Guayaquil.

Malgrat que la Junta de Govern havia decidit associar-se més estretament amb Colòmbia després de l'arribada de Sucre el maig de 1821, el partit peruanista, partidari de la incorporació al Perú i no pas a Colòmbia, era influent, i el seu líder era un dels triumvirs de la Junta de Govern, Francisco María Roca. La relació dels peruanistes amb els partidaris de Colòmbia i amb les tropes de Sucre es va tensar encara més després de la derrota de Huachi el setembre de 1821. Quan Sucre ocupa Cuenca el febrer de 1822, aquesta ciutat ràpidament accepta incorporar-se a Colòmbia, cosa que representava un important triomf polític de Sucre i inclinava la balança a favor de Colòmbia quan es conquerís Quito.
Després de la batalla del Pichincha, el 24 de maig de 1822, l'única resistència reialista quedava situada al voltant de Pasto, ja a Colòmbia. Bolívar va derrotar aquest últim nucli de resistència a la batalla de Bomboná el 7 d'abril d'aquell any i, així, obrí la línia de comunicació entre Quito i Colómbia. Bolívar entrà a Quito poc després i la ciutat es va unir ràpidament a Colòmbia. D'aquesta manera, de tots els territoris de l'antiga Reial Audiència, només quedava pendent establir de manera definitiva el futur polític de la Província Lliure de Guayaquil. Inquiet per les ambicions de San Martín sobre Guayaquil, Bolívar es dirigí de seguida cap a la ciutat. En arribar-hi, el 13 de juliol, destituí la Junta de Govern, que encara mantenia una posició indecisa sobre el tema i proclamà l'annexió de Guayaquil a la República de Colòmbia en els dies següents. La Província Lliure de Guayaquil, doncs, era a punt d'incorporar-se a la República de Colòmbia. Guayaquil i la seva província passarien a formar part del Districte del Sud de l'estat colombià, format pel Departament de l'Equador amb capital a Quito, el Departament d'Azuay amb capital a Cuenca i el Departament de Guayaquil amb capital a Guayaquil.
Dotze dies després de l'arribada de Bolívar arribà a Guayaquil José de San Martín, amb la possible intenció de forçar la incorporació de la província al Perú, però la situació ja estava decidida. En la trobada entre Bolívar i San Martín, coneguda com a Entrevista de Guayaquil, els dos líders van tractar, sobretot, el tema de l'alliberament definitiu del Perú; algunes fonts sostenen que no es va discutir la pertinença de Guayaquil a una república o l'altra, però la carta que Bolívar escriví al vicepresident de Colòmbia, Francisco de Paula Santander, el 29 de juliol, deixa constància que el problema de Guayaquil fou present en la conversa, si bé sense cap intenció de San Martín de reclamar la província per al Perú.
Finalment, el dia 31 de juliol, la Província Lliure de Guayaquil passà oficialment a formar part de la República de Colòmbia.